# Mario Bolatti
Mario Bolatti, né le 17 janvier 1985 à La Para (es) (Córdoba, Argentine), est un ancien footballeur international argentin.

## Biographie

### Club
Il jouait au poste de milieu dans le club italien de l'AC Fiorentina qu'il a rejoint en janvier 2010 en provenance de Huracán (Argentine) où il était prêté par le club du FC Porto. 
Le 7 février 2011 il s'engage en faveur du Sport Club Internacional.

### Sélection
Bolatti est international argentin. 
Le 14 octobre 2009, c'est lui qui inscrit le but victorieux face à l'Uruguay, ce qui permet à l'Argentine d'obtenir son billet pour la Coupe du monde 2010 en Afrique du Sud. Il s'agit de son premier but en sélection.

## Carrière
| Période           | Club                   | Pays      | Matchs/Buts        |
| 2003-2007         | Club Atlético Belgrano | Argentine | 86 matchs / 1 but  |
| 2007-Jan.2010     | FC Porto               | Portugal  | 19 matchs / 0 but  |
| Jan.2009-Jan.2010 | Huracán (prêt)         | Argentine | 36 matchs / 5 buts |
| Jan.2010-Fév.2011 | AC Fiorentina          | Italie    | 27 matchs / 0 but  |
| Fév.2011-Fév.2015 | SC Internacional       | Brésil    | 60 matchs / 5 buts |
| Fév.2013-2013     | Racing Club (prêt)     | Argentine | 17 matchs / 0 but  |
| Jan.2014-Déc.2014 | Botafogo FR (prêt)     | Brésil    | 46 matchs / 4 buts |
| 2015-2017         | CA Belgrano            | Argentine | 41 matchs / 5 buts |
| 2017-2018         | Boca Unidos (en)       | Argentine | 18 matchs / 1 but  |

## Palmarès
- FC Porto
  - Champion du Portugal en 2008
  - Vainqueur de la Coupe du Portugal en 2009

- SC Internacional
  - Vainqueur de la Recopa Sudamericana en 2011 (en)
  - Champion du Rio Grande do Sul en 2011 (en) et 2012 (en)